# Lista directorilor United States Geological Survey
- Această pagină este o listă a tuturor directorilor agenției științifice americane United States Geological Survey de la înființarea sa până în prezent.

Sigla USGS.

| - 1879 – 1881 – Clarence King - 1881 – 1894 – John Wesley Powell - 1894 – 1907 – Charles Doolittle Walcott - 1907 – 1930 – George Otis Smith - 1930 – 1943 – Walter Curran Mendenhall - 1943 – 1956 – William Embry Wrather - 1956 – 1965 – Thomas Brennan Nolan - 1965 – 1971 – William Thomas Pecora - 1971 – 1978 – Vincent Ellis McKelvey - 1978 – 1981 – Henry William Menard - 1981 – 1993 – Dallas Lynn Peck - 1994 – 1997 – Gordon P. Eaton - 1998 – 2005 – Charles G. Groat - 2006 - 2009 – Mark Myers (demisionat la 9 ianuarie 2009) - 2009 - prezent – Suzette Kimball, director interimar |